# Душан Тіттел
Душан Тіттел (словац. Dušan Tittel, нар. 27 грудня 1966, Наместово) — чехословацький, згодом словацький футболіст, що грав на позиції захисника. По завершенні ігрової кар'єри — тренер.
Виступав, зокрема, за «Слован», з яким згодом працював як тренер, а також збірні Чехословаччини і Словаччини.
Тричі визнавався Найкращим словацьким футболістом року. Триразовий чемпіон Словаччини. Чотириразовий володар Кубка Словаччини. Чотириразовий володар Суперкубка Словаччини. Володар Кубка Кіпру.

## Клубна кар'єра
Народився 27 грудня 1966 року в місті Неместово. Вихованець юнацьких команд футбольних клубів «Дольни Кубін» та «Слован».
У дорослому футболі дебютував 1984 року виступами за команду клубу «Слован», в якій провів сім сезонів, взявши участь у 85 матчах чемпіонату.
Протягом 1991—1992 років виступав у Франції, де захищав кольори команди клубу «Нім-Олімпік».
1993 року повернувся на батьківщину, до рідного братиславського «Слована», який саме розпочинав змагання у новоствореному після розпаду Чехословаччини чемпіонаті Словаччини. Допоміг команді здобути перемоги у перших трьох розіграшах цього змагання. Загалом провів у «Словані» чотири сезони, лишаючись протягом цього періоду не лише ключовим захисником своєї команди, але одним з найкращих гравців усього словацького чемпіонату, свідченням чого були завойовані ним протягом 1995—1997 років тричі поспіль титули Найкращого словацького футболіста року.
1997 року перейшов до іншої провідної команди країни, трнавського «Спартака», де провів два роки. Влітку 1999 року знову відправився за кордон, уклавши на правах вільного агента контракт з кіпрською «Омонією».
Завершувати професійну ігрову кар'єру повернувся на батьківщину, до «Слована», у складі якого у 2001 році провів свої останні 11 матчів на професійному рівні.

## Виступи за збірні
1990 року дебютував в офіційних матчах у складі національної збірної Чехословаччини, у складі якої встиг за два роки провести 11 матчів.
Згодом протягом 1994–1998 років грав за національну збірну Словаччини (44 матчі, 7 голів).

## Кар'єра тренера
Завершивши виступи на полі, залишився у футболі. З 2002 по 2006 рік працював на адміністративній посаді у збірній Словаччини.
Згодом працював у рідному клубі,  братиславському «Словані». Зокрема протягом 2011—2015 років був його виконавчим директором, а у 2010 та 2015 роках на деякий час був головним тренером його основної команди.

## Титули і досягнення

### Командні
Гравець
- Чемпіон Словаччини (3):

«Слован»:  1993-94, 1994-95, 1995-96
- Володар Кубка Словаччини (4):

«Слован»:  1988-89, 1993-94, 1996-97
«Спартак» (Трнава):  1997-98
- Володар Суперкубка Словаччини (4):

«Слован»:  1994, 1995, 1996
«Спартак» (Трнава):  1998
- Чемпіон Кіпру (1):

«Омонія»:  2000-01
- Володар Кубка Кіпру (1):

«Омонія»:  1999-2000
- Володар Суперкубка Кіпру (1):

«Омонія»:  2001
Тренер
- Володар Кубка Словаччини (1):

«Слован»:  2009-10

### Особисті
- Найкращий словацький футболіст року (3):

1995, 1996, 1997